# 中国人民解放军昆明军区
中国人民解放军昆明军区是中国人民解放军的一个大军区，下辖云南省军区、贵州省军区两个省军区。1985年百万大裁军时，合并入成都军区。

## 历史
昆明军区的前身是中国人民解放军第二野战军第四兵团、第五兵团。全国解放前夕，这两个兵团向西南进军，第五兵团辖第16军、第17军、第18军由杨勇、苏振华指挥攻占了贵州。第四兵团辖第13军、第14军、第15军并指挥中国人民解放军第38军的第114师和第151师，由陈赓、宋任穷指挥攻占了云南。随后第五兵团改编为贵州军区，第四兵团改编为云南军区，这两个军区当时都是二级军区（兵团级）。 第五兵团所属第18军之后执行解放西藏任务，以后改编为西藏军区。
朝鲜战争爆发后，第四兵团相当一部分机关干部和第15军编入中国人民志愿军第三兵团赴朝作战。 第五兵团则整编为三级军区（军级），原属该兵团之第16军调出编入中国人民志愿军，第17军则被撤销。
1955年，以云南军区为基础，组建昆明军区，辖云南军区和贵州军区，是当时全国12大军区之一。辖第13军（辖第37师、第38师、第39师）、第14军（辖第40师、第41师、第42师）、和驻贵州的第49师。 谢富治上将任军区司令员兼政治委员。
昆明军区组建后，一直驻守云贵高原，担负保卫中国南疆，剿匪平叛的任务。曾多次粉碎国军李弥残部从“金三角”地区的回窜， 并曾应缅甸要求入缅境内进行勘界警卫作战。还多次平定少数民族地区的武装叛乱。
文化大革命爆发后，第13军奉命从云南开远北调重庆，接受第54军营区，转隶成都军区。成都军区第54军则调入昆明军区，接收第14军在云南大理地区的防务，第14军则调往云南开远接收第13军营区。
1969年，第54军北调河南，编入全军总预备队，转隶武汉军区。昆明军区以贵州第49师为基础组建第11军，董占林任军长。
1979年2月，昆明军区以第14军、第11军，并指挥成都军区第13军和第50军一部发起对越自卫还击作战西线作战。在开战前，军委决定武汉军区司令员杨得志与昆明军区司令员王必成对调，杨得志亲自指挥部队进入越南西北地区作战。不过杨得志很快因病离开指挥职位，西线作战的实际指挥交由时任昆明军区副司令张铚秀负责。
1984年，昆明军区以第14军40师为主发起著名的对越老山战役。 第11军31师在师长廖锡龙指挥下对者阴山守敌发起攻击，一举歼灭敌守军。 
1985年，昆明军区在百万大裁军中被撤销，第14军和第11军整编为第14集团军，编入成都军区序列。

## 组织建制

### 机关与直属部队
- 司令部
  - 管理局
    - 第二招待所

  - 昆明军区第一通信总站
  - 昆明军区第二通信总站
- 政治部，下辖国防文工团，由国防话剧团、国防歌舞团、国防杂技团组成。
  - 办公室
    - 直属政治处

  - 组织部
  - 宣传部
    - 《国防战士报》

  - 保卫部
    - 侦察处（负责刑侦）
    - 保卫处
    - 技术处
    - 看守所

  - 军事法院
  - 军事检察院
- 后勤部
  - 营房部
  - 运输部
  - 政治部
    - 保卫处
    - 军事法院
    - 军事检察院

  - 第22分部（驻昆明）
  - 第23分部（驻思茅，后调文山）下辖4个兵站、4个野战医院、1个汽车大队、10多个供应站、7个食宿加油站、10多个仓库。主要担负西线作战、施工部队的保障和对越物资运输等任务。
    - 墨江食宿加油站

  - 第24分部 1975年11月1日，总后勤部驻重庆办事处（军级）龙里基地兵站（师级）改称昆明军区后勤部龙里基地兵站，辖工程兵建筑203、208团和桐梓弹药仓库、龙里弹药仓库、龙里军械仓库、贵阳军械仓库、平坝油料仓库。1977年11月21日，改称昆明军区后勤第24分部。1980年11月24日，调防普洱。1986年4月撤消，以分部机关为基础组建普洱兵站。
  - 保山兵站 
    - 遮放第四供应站

### 军区下属部队

#### 陆军第11军
- 第31师
- 第32师
- 第33师

#### 陆军第14军
- 第40师
- 第41师
- 第42师

#### 炮兵第4师
- 炮兵第5团
- 炮兵第18团
- 炮兵第49团
- 炮兵第213团

## 历任主官
司令员
| 任次 | 肖像 姓名 | 籍贯     | 在任时期                                                            | 军衔                  | 最高职务                              |
| ---- | --------- | -------- | ------------------------------------------------------------------- | --------------------- | ------------------------------------- |
| 1    | 谢富治    | 湖北红安 | 1955年3月－1957年7月                                                | 上将                  | 中央军委常委                          |
| 2    | 秦基伟    | 湖北红安 | 1957年9月－1967年1月，被批鬥到北京接受保護。但到1971年6月正式解職。 | 1955年中将 1988年上将 | 中央军委委员 中华人民共和国国防部部长 |
| 3    | 王必成    | 湖北麻城 | 1971年4月－1979年1月                                                | 中将                  | 军事科学院副院长                      |
| 4    | 杨得志    | 湖南醴陵 | 1979年1月－1980年1月                                                | 上将                  | 中央军委委员 中国人民解放军总参谋长   |
| 5    | 张铚秀    | 江西永新 | 1980年1月－1985年6月                                                | 少将                  | 昆明军区司令员                        |

政治委员
1. 谢富治（兼，1955.03-1957.08）
2. 阎红彦（1959.11-1967.01）
  - 金如柏（第二，1959.11-1962.09）
  - 李成芳（第二，1962.09-1975.06）實際掌管昆明軍區工作（1967.01-1968）（1970.12-1971.04）
3. 谭甫仁實際掌管工作（第一，1968.05-1970.12）
4. 周兴（兼，第一，1971.09-1975.10）
5. 刘志坚（1975.05-1979.01；第一，1979.01-1982.10）
  - 贾启允（兼，第一，1975.10-1977.02）
  - 安平生（兼，第一，1977.02-1982.10）
6. 谢振华（1982.10-1985.06）